# Villa Guerrero (municipi)
Villa Guerrero és un municipi de l'estat de Mèxic. Villa Guerrero és el cap de municipi i principal centre de població d'aquesta municipalitat. Aquest municipi és a la part nord-occidental de l'estat de Mèxic. Limita al nord amb el municipi de Tenantzingo, al sud amb Ixtapan de la Sal, a l'oest amb Zacualpan i a l'est amb Zumpahuacán.